# Lobelia cliffortiana
Lobelia cliffortiana är en klockväxtart som beskrevs av Carl von Linné. Lobelia cliffortiana ingår i släktet lobelior, och familjen klockväxter. Inga underarter finns listade i Catalogue of Life.